# Sahn

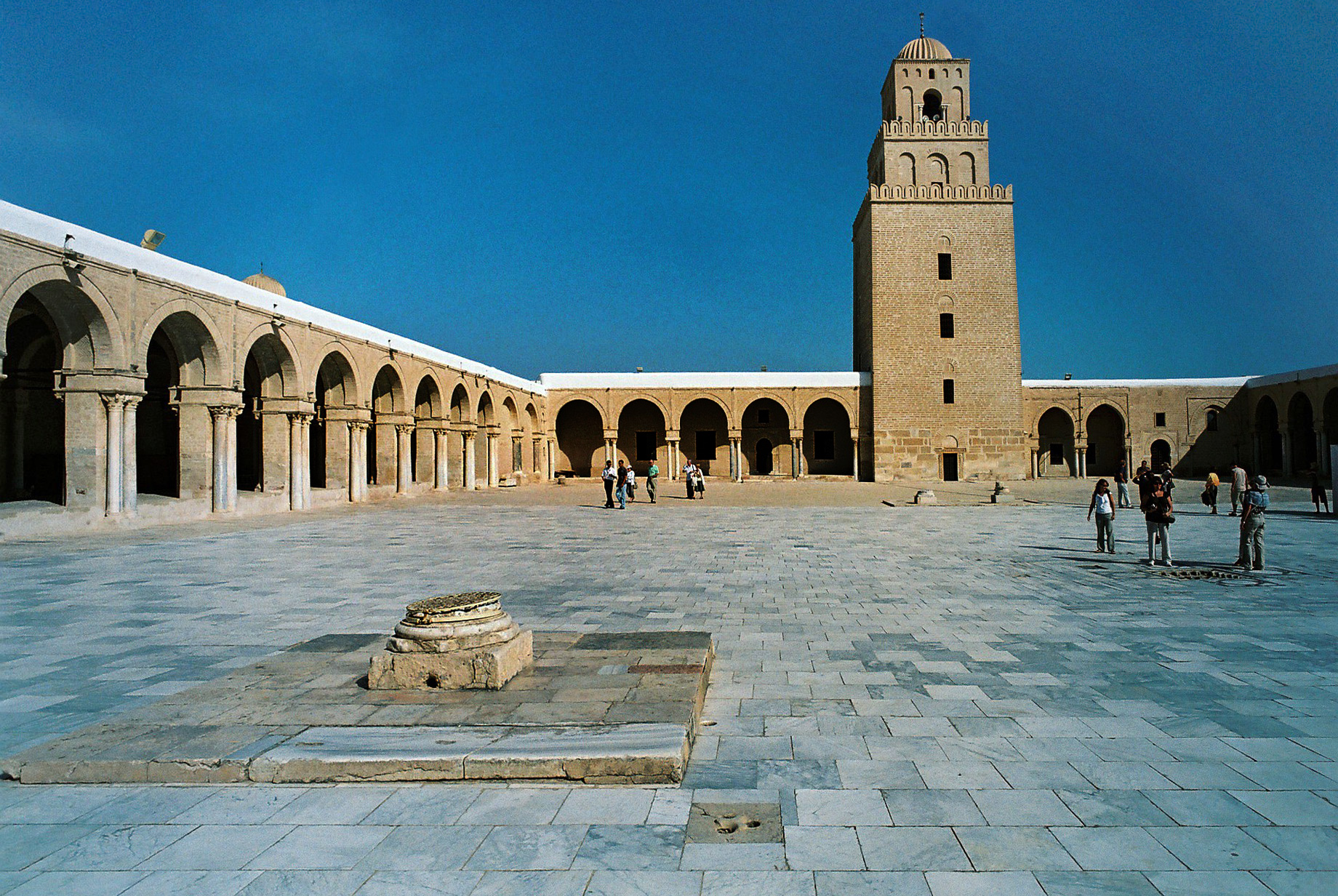
L'ampio saḥn della Grande moschea di Qayrawan (Moschea di ʿUqba), in Tunisia, circondato dalle arcate (riwāq).

Il saḥn (in arabo صحن‎?) è una corte tipica dell'architettura delle moschee. La maggior parte delle moschee tradizionali ha un ampio saḥn centrale, che è per lo più circondato da riwāq, o arcate da ogni lato. Nell'impianto architettonico tradizionale, anche le case possono ospitare un saḥn privato.

## Storia
Originariamente, il saḥn è stato utilizzato per le abitazioni, come ambiente sicuro e privato all'interno delle mura di un'area di soggiorno.  Rovine di case sumeriche mostrano saḥn fin dalla Terza dinastia di Ur (2100 - 2000 a.C.), facendone così i primi esempi di casa a cortile.
Nel giardino della più antica Persia preislamica - il primo storicamente accertato nella storia umana - i saḥn costituivano i "giardini" (paradisi) per uso privato. Nell'architettura tradizionale islamica, la corte di norma ospitava un hawḍ, un bacino o piscina con disegno simmetrico, in cui era effettuato il wuḍūʾ (abluzioni islamiche per acquisire lo stato di purità rituale).
L'uso del saḥn nell'architettura islamica è proseguito fino a metà del XII secolo, allorché cominciarono ad affermarsi stilemi architettonici meno tradizionali e maggiormente innovativi.

## Tipi

### Nelle moschee

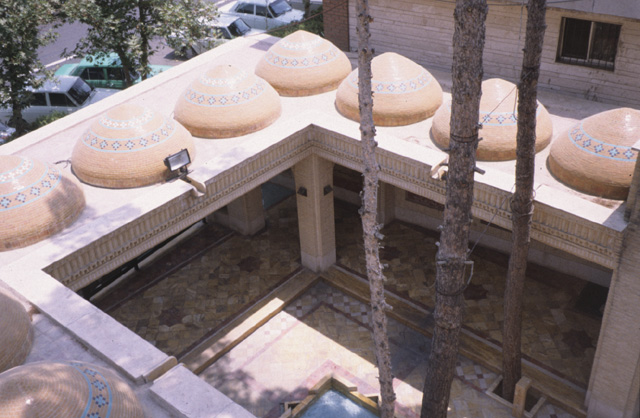
Piccolo saḥn di una moschea a Tehran, con un hawḍ (bacino, o piscina con fontana zampillante) e riwāq (colonnato) a cupole.

Quasi ogni moschea storica o tradizionale vanta un saḥn. 
I saḥn delle moschee tradizionali sono circondati da Riwāq (colonnati)da ogni lato e ospitano spesso bacini di acque zampillanti. Tuttavia le corti interne non costituiscono un obbligo religioso e varie moschee, specialmente quelle costruite dal XX secolo in poi, ne sono sprovviste.

### Nelle abitazioni

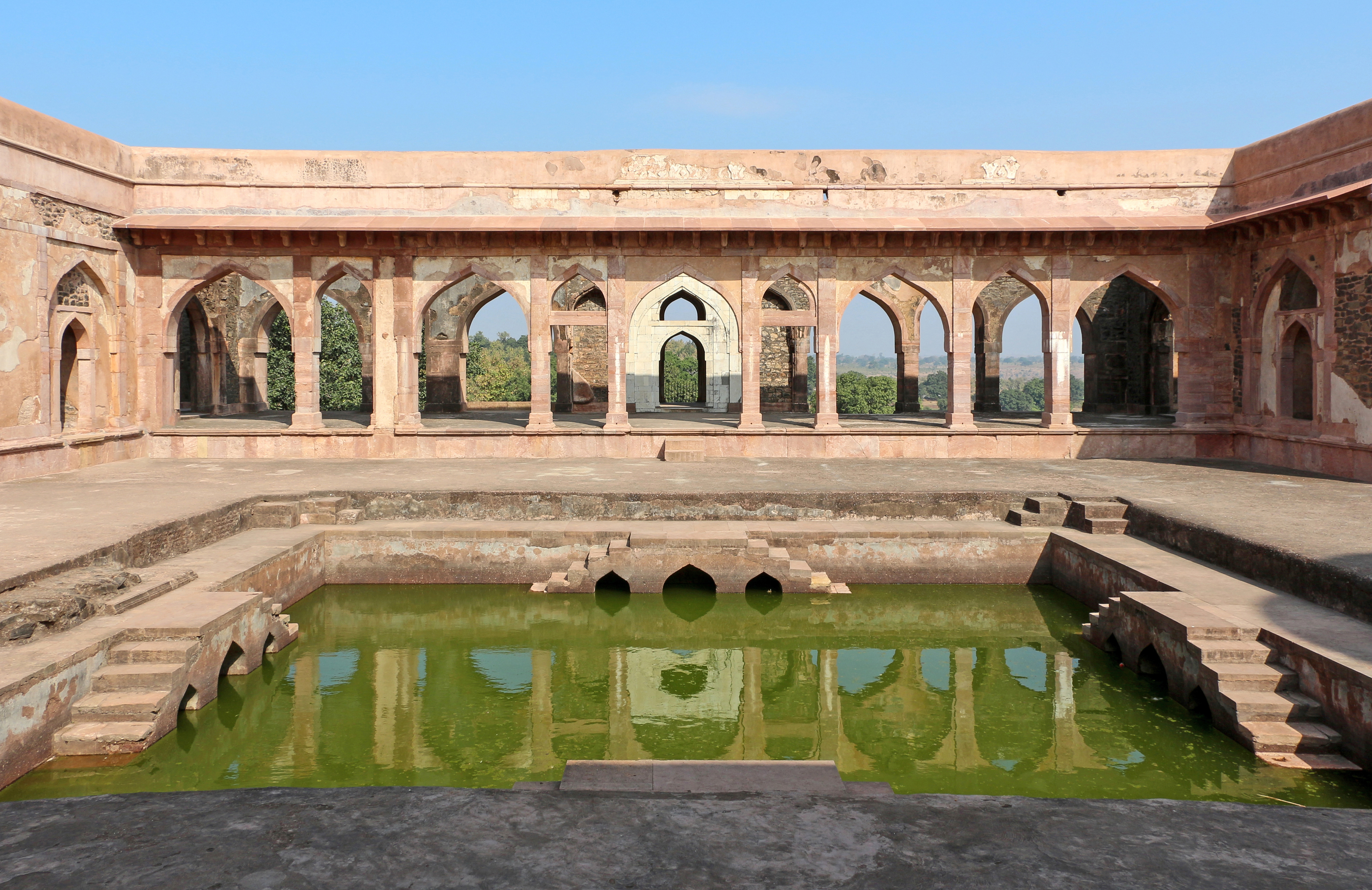
Saḥn del palazzo di Baz Bahadur (reg. 1555-1562) a Mandav (Madhya Pradesh, India).

I saḥn nelle abitazioni residenziali sono di vari tipi e misure e si differenziano anche in funzione del luogo, urbano o rurale, del clima, delle epoche storiche e delle collocazioni geografiche. Rimane tuttavia la funzione basilare di sicurezza e riservatezza. Il saḥn può costituire un giardino privato, una corte di servizio e un luogo dove trascorrere più freschi le ore più calde del giorno.
In genere, l'ingresso principale della casa non conduce direttamente al saḥn. Ad esso si accede attraverso un corridoio chiamato majāz (in arabo مجاز‎?). In questo modo i residenti ammettevano i loro ospiti nei majlis (in arabo مجلس‎?), un salone o stanza di ricevimento, senza che potessero guardare all'interno del saḥn, che quindi diventa un posto protetto e proibito agli estranei, in cui le donne della casa non debbono essere velate con l'hijab, tradizionalmente prescritto altrimenti in pubblico.
In contesto urbano, il saḥn è abitualmente circondato da colonnate e ha un bacino o una fontana nel mezzo.  Le residenze (iwan), una residenza privata dotata di tre pareti soltanto, in genere sovrasta il saḥn e dà accesso a esso, a volte tramite una scalinata.  I locali superiori possono consentirne la vista tramite musciarabie (in arabo مشربية‎?), finestre lignee coperte che consentono la vista dell'esterno senza essere visti.
Il saḥn moresco - ossia il patio di al-Andalus - vanta esempi quali la Corte dei Leoni e la Corte dei Mirti (Arrayanes) nel palazzo sultanale nasride dell'Alhambra.